# Wimanornis seymourensis
Wimanornis seymourensis är en utdöd fågel i familjen pingviner inom ordningen pingvinfåglar. Den beskrevs 1971 utifrån fossila lämningar från eocen funna på Seymourön utanför Antarktis.